# Далас (Јужна Дакота)
Далас (енгл. Dallas) град је у америчкој савезној држави Јужна Дакота.

## Демографија
По попису из 2010. године број становника је 120, што је 24 (-16,7%) становника мање него 2000. године.
| Група             | 2000.       | 2010.       |
| Белци             | 130 (90,3%) | 102 (85,0%) |
| Афроамериканци    | 0 (0,0%)    | 0 (0,0%)    |
| Азијати           | 0 (0,0%)    | 1 (0,8%)    |
| Хиспаноамериканци | 1 (0,7%)    | 6 (5,0%)    |
| Укупно            | 144         | 120         |